# Réffy József
Réffy József (Szombathely, 1939. július 17. – Keszthely[forrás?], 2006. augusztus 5.) magyar vegyészmérnök, egyetemi tanár. A kémiai tudományok kandidátusa (1977).

## Életpályája
1962-ben szerzett vegyészmérnöki diplomát a Műegyetemen. Haláláig (44 éven keresztül) a Budapesti Műszaki Egyetem Szervetlen Kémiai Tanszékén oktatott. 1991–1998 között tanszékvezető egyetemi tanár volt. 1994-től egyetemi tanár volt. 1995-ben habitált doktor lett. 1998–2002 között minisztériumi főosztályvezetőként dolgozott.
Elemorganikus vegyületek szerkezetét vizsgálta. Tagja volt több tudományos körnek mint a Professzorok Batthyány Körének, a Magyar Mérnöki Kamarának. Volt többek között rektor- és dékánhelyettes is.

## Díjai
- Apáczai Csere János-díj (1995)
- Trefort Ágoston-díj (2001)